# Charles-Noël Barbès
Charles-Noël Barbès (* 25. Dezember 1914 in Hull; † 8. Juni 2008 in Montreal) war ein kanadischer liberaler Politiker und Rechtsanwalt.
Barbès gehörte dem House of Commons von 1957 bis 1958 für den Wahlbezirk Chapleau an. Er verlor seinen Sitz bei der Parlamentswahl 1958.